# メリィ・ウィドウ
『メリィ・ウィドウ（メリイ・ウイドウ）』（原題・英語: The Merry Widow）は、1934年に製作・公開されたアメリカ合衆国の映画である。フランツ・レハール作曲のオペレッタ『メリー・ウィドウ』を下敷きにエルンスト・ルビッチが監督、モーリス・シュヴァリエとジャネット・マクドナルドが主演した。メトロ・ゴールドウィン・メイヤー（MGM）で3度映画化されたうちの2作目であった。フランス語版も同時に撮影されている。

## キャスト
- ダニロ：モーリス・シュヴァリエ
- ソニア：ジャネット・マクドナルド
- ポポフ：エドワード・エヴェレット・ホートン
- ドロレス王妃：ウナ・マーケル
- ミシカ：スターリング・ホロウェイ
- エイキム・タミロフ

## スタッフ
- 監督：エルンスト・ルビッチ
- 製作：エルンスト・ルビッチ、アーヴィング・タルバーグ（クレジットなし）
- 脚本：エルネスト・ヴァホダ、サムソン・ラファエルソン
- 音楽監督：ハーバート・ストサート
- 撮影：オリヴァー・T・マーシュ
- 編集：フランシス・マーシュ
- 美術：セドリック・ギボンズ、フレドリック・ホープ
- 衣裳：エイドリアン
- 録音：ダグラス・シアラー

## アカデミー賞受賞
- 第7回アカデミー賞室内装置賞：セドリック・ギボンズ、フレドリック・ホープ

## 挿入曲日本語カバー
- 日本クリスタル2000（1935年5月新譜）
  - 平井美奈子「メリイ・ウイドウ・ワルツ」
  - 松山芳野里「マキシムの唄」
- コロムビア28345（1935年6月新譜）
  - 関種子「円舞曲（ワルツ）のうた」
  - 青山薫「ヴィリアのうた」
- テイチク50030（1935年6月新譜）
  - ディック・ミネ、千早淑子「メリーウイドウ」
  - ディック・ミネ「ビイリア」
- ビクター53448（1935年7月新譜）
  - 藤山一郎、小林千代子「憧れの乙女（ヴィリア）」
  - 藤山一郎「メリー・ウィドウ・ワルツ」